# رابنوالد
رابنوالد (به آلمانی: Rabenwald) یک منطقهٔ مسکونی در اتریش است که در هارتبرگ فورستنفلد واقع شده‌است. رابنوالد ۱۶٫۹۱ کیلومتر مربع مساحت دارد ۵۲۰ متر بالاتر از سطح دریا واقع شده‌است.